# Fernando dos Santos Pedro
Fernando dos Santos Pedro, mais conhecido apenas como Fernando (Belo Horizonte, 1 de março de 1999), é um futebolista brasileiro, formando na base do Palmeiras que atua como atacante. Atualmente joga no Red Bull Bragantino.

## Carreira

### Palmeiras
Fernando estreou pelo Palmeiras aos 18 anos, em um jogo contra o Vitória pelo Campeonato Brasileiro. Fez seu primeiro gol contra o Ituano, aos 19 anos, pelo Campeonato Paulista de 2018, na vitória por 3–0. Ele recebeu um cruzamento de Gustavo Scarpa e completou de cabeça para fechar o placar. No dia 16 de junho de 2018, Fernando foi negociado com o Shakhtar Donetsk, após 2 jogos como profissional e um gol marcado.

### Shakhtar Donetsk

#### 2018–19
O jogador estreou pelo time da Ucrânia no dia 21 de julho de 2018, na Supercopa da Ucrânia daquela temporada. Seu time saiu derrotado pelo Dynamo Kyiv. No decorrer da temporada, ele conseguiu estar no elenco campeão da Copa da Ucrânia, apesar de só ter atuado em um jogo.
Na Liga dos Campeões da UEFA de 2018–19, ele chegou a fazer 2 jogos, mas não conseguiu contribuir em bons resultados para o seu time que foi eliminado ainda na Fase de Grupos.
Em sua temporada inicial, o brasileiro também esteve presente no elenco campeão do Campeonato Ucraniano de Futebol de 2018-19.

### Sporting Sub-23 (empréstimo)

#### 2019–20
Na temporada seguinte, ele foi emprestado para o Sporting Clube de Portugal, onde não conseguiu se firmar nos primeiros 6 meses. E passou muitos jogos inaptos para atuar. Ao final dessa curta passagem, o brasileiro retornou ao clube ucraniano.

### Retorno ao Shakhtar

Fernando sendo apresentado ao elenco do time ucraniano.

De volta ao clube, Fernando esteve presente no elenco campeão do Campeonato Ucraniano novamente.
Ele participou de um jogo nas quartas de final da Liga Europa da UEFA de 2019–20 contra o FC Basel, mas não fez gols ou assistências em seus 5 minutos atuados. Ele foi suplente não utilizado na semifinal contra a Inter de Milão.

#### 2020–21
A temporada seguinte foi muito irregular para o clube, já que eles perderam novamente a Supercopa para o Dínamo de Kyiv, e também não conseguiram vaga para as oitavas de final da Liga dos Campeões da UEFA de 2020–21
Eles foram eliminados nas oitavas de final da Europa League pela Roma. No primeiro jogo dos 18 avos, Fernando fez uma assistência contra o Maccabi Tel Aviv ainda que jogasse por apenas 1 minuto.

#### 2021–22
O brasileiro conseguiu números melhores nessa temporada. Ele começou a época lesionado, e não foi relacionado na vitória do seu clube contra o Dínamo de Kyiv na Supercopa da Ucrânia. Essa lesão persistiu com o jogador, mas ele, quando pôde jogar, conseguiu marcar gols importantes no campeonato nacional. Destaque para a partida contra o Zorya Lugansk, onde ele fez 2 gols e 1 assistência na goleada do seu time por 6–1.
O clube não conseguiu se classificar às oitavas de final da Liga dos Campeões da UEFA de 2021–22, e tampouco conseguiu outros troféus naquela temporada. Ele deixou a Ucrânia após fazer 69 jogos, 12 gols e 6 assistências. Ele foi vendido para um time austríaco pelo valor de 6 milhões de euros.

### Red Bull Salzburg

#### 2022–23

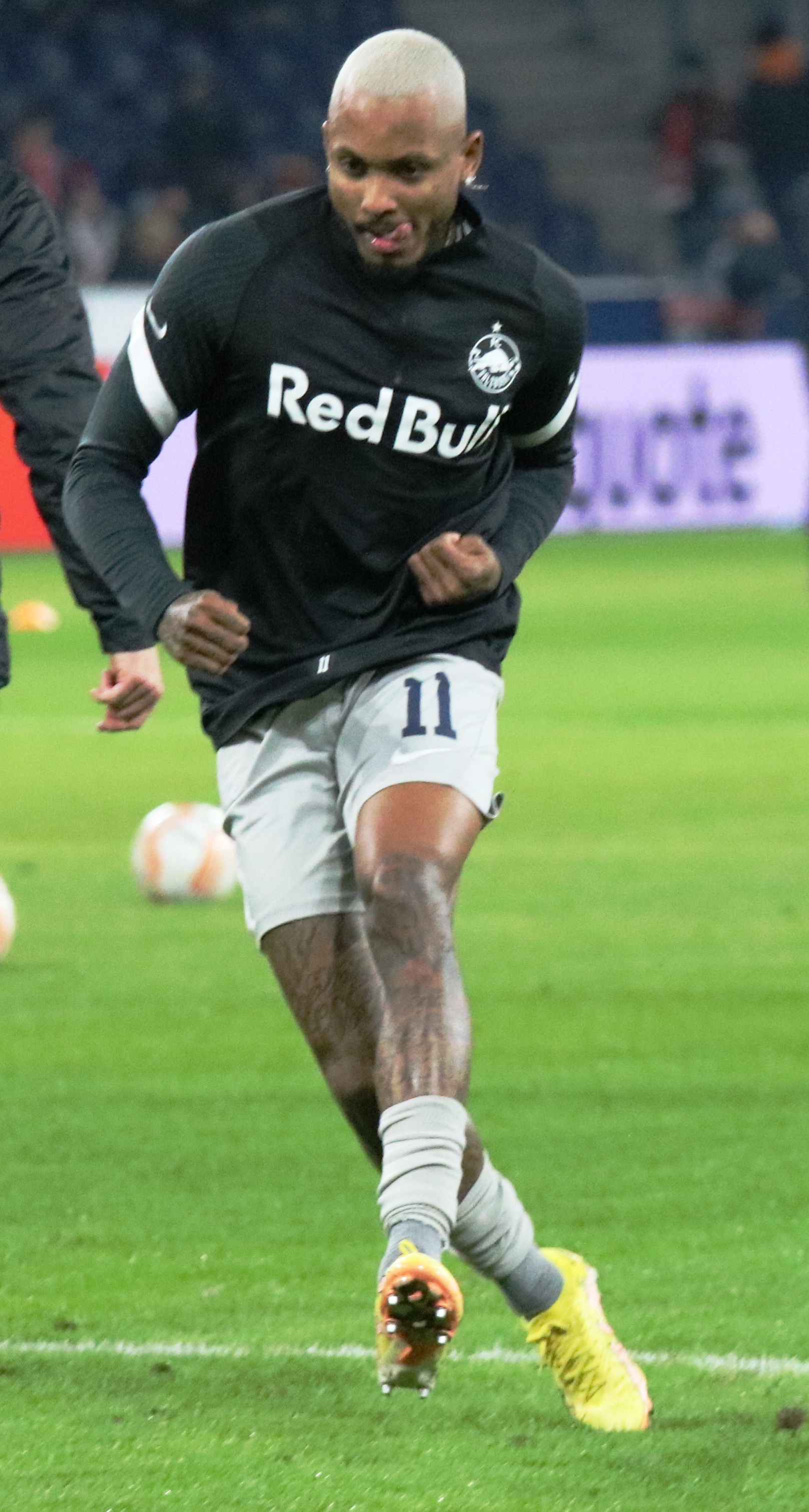
Fernando se aquecendo para o primeiro jogo dos 16 avos de final contra a Roma na Europa League

Chegando no clube de Salzburgo, o jogador deu seu cartão de visitas ao fazer um gol e uma assistência contra o Áustria Viena na primeira rodada do Campeonato Austríaco de Futebol daquela temporada. Em 8 jogos, o brasileiro fez 4 gols. Ele teve de parar de jogar por conta de uma lesão muscular que o deixou fora por 7 partidas de liga. Em sua volta, o atacante fez apenas um jogo, quando marcou um doblete contra o SC Austria Lustenau na goleada do time da Red Bull por 4–0. Ele deixou de jogar várias partidas por conta de outra lesão, dessa vez na coxa.
Jogando a Copa da Áustria de Futebol, ele fez apenas dois jogos. No primeiro, ele viu o time vencer o SV Fugen, não jogou os próximos dois jogos e retornou ao clube para enfrentar o SK Sturm Graz. Lá, o clube empatou em 1–1 e foi para Disputa por pênaltis. Fernando não cobrou e o clube foi eliminado pelo placar de 6–5.
Durante a Liga dos Campeões da UEFA de 2022–23, o brasileiro estreou com o clube contra o Ac Milan, e deu uma assistência no empate dos austríacos contra os italianos por 1–1. Contudo, esse foi seu único jogo, já que sua lesão muscular o impediu de continuar na competição. Seu time ficou em 3º lugar no grupo da Champions e foi designado à Liga Europa da UEFA de 2022–23.
Na disputa dessa competição, o time conseguiu vencer a Roma no primeiro jogo, mas perdeu o segundo por 2–0 e teve de dar adeus à competição. Fernando não esteve em campo por conta de sua lesão na coxa na segunda partida.
Ao final da temporada o brasileiro sagrou-se campeão do Campeonato Austríaco.

#### 2023–24
Em mais uma época com o Salzburg, o jogador continuou com problemas de lesão que o impediram de fazer muitos jogos. Contudo, em suas 14 primeiras partidas, o atacante pôde marcar seis gols, dando-lhe uma média de quase meio tento por jogo.

### Red Bull Bragantino
Em janeiro de 2025, foi anunciado como reforço do Bragantino. O vínculo do jogador com o clube paulista é definitivo e vai até o fim de 2027. O Massa Bruta não informou os valores do negócio.

## Títulos

#### Shakhtar Donetsk
- Campeonato Ucraniano: 2018–19, 2019–20
- Copa da Ucrânia: 2018–19

#### FC Salzburg
- Campeonato Austríaco: 2022–23